# Komaralingam
Komaralingam è una suddivisione dell'India, classificata come town panchayat, di 11.737 abitanti, situata nel distretto di Tirupur, nello stato federato del Tamil Nadu. In base al numero di abitanti la città rientra nella classe IV (da 10.000 a 19.999 persone).

## Geografia fisica
La città è situata a 10° 30' 55 N e 77° 22' 49 E.

## Società

### Evoluzione demografica
Al censimento del 2001 la popolazione di Komaralingam assommava a 11.737 persone, delle quali 5.888 maschi e 5.849 femmine. I bambini di età inferiore o uguale ai sei anni assommavano a 1.341, dei quali 680 maschi e 661 femmine. Infine, coloro che erano in grado di saper almeno leggere e scrivere erano 6.467, dei quali 3.726 maschi e 2.741 femmine.